# Evangelisch-Lutherisches Dekanat Oettingen
Das Evangelisch-Lutherische Dekanat Oettingen war bis 2024 einer der damals sieben Dekanatsbezirke des Kirchenkreises Augsburg. Der Dekanatsbezirk wurde zuletzt von Dekan Armin Diener geleitet. Die drei Dekanate im Landkreis Donau-Ries, Donauwörth, Nördlingen und Oettingen sind am 1. Januar 2025 zum Dekanat Donau-Ries fusioniert.

## Geschichte

### Pfarreien und Gemeinden
Die evangelische Traditionen reicht in allen Gemeinden in die Reformationszeit zurück.

#### Das Haus Oettingen

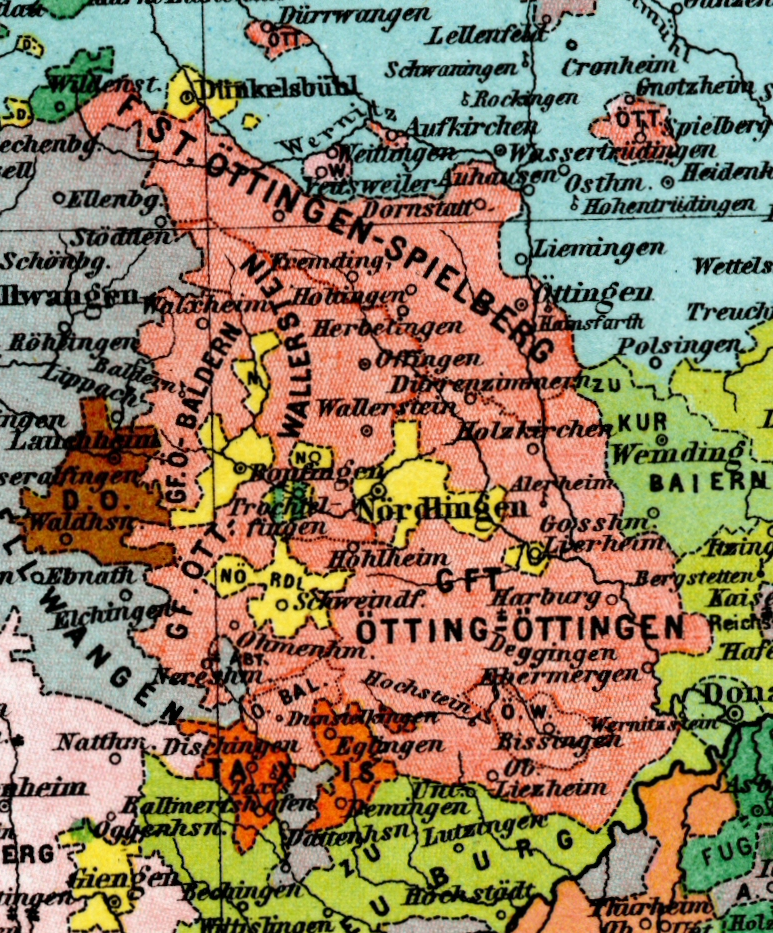
Die Grafschaften Oettingen

Seit etwa 1140 nennt sich ein edelfreies Geschlecht nach dem bis dahin unbedeutenden Dorf Oettingen am Riesrand. Bereits im selben Jahrzehnt führen sie den Grafentitel. Über Jahrhunderte konnte das Geschlecht der Oettingen bis zum Übergang an Bayern 1806 eine fast geschlossenes Territorium im Riesraum erwerben. 
Es fanden immer wieder Erbteilungen und Gebietszusammenführungen statt. Im Jahr 1410 fand eine sehr weit reichenden Teilung der Gesamtgrafschaft in die Linien Oettingen, Spielberg und Wallerstein statt. 1493 wurde das Spielberger Drittel aufgeteilt und die beiden Linien Oettingen-Oettingen und Oettingen-Wallerstein endgültig begründet. Oettingen-Oettingen beherrschte im Wesentlichen das östliche Ries sowie die nördlichen und südlichen Riesränder. Nach dem Tod von Wolfgang I. fand eine Aufteilung unter den Söhnen Karl Wolfgang und Ludwig XV. statt. Beide wandten sich der Reformation zu und säkularisierten die Klöster in ihrem Herrschaftsgebiet. Nach langen innerfamiliären Auseinandersetzungen wurde 1539 endgültig verbindlich die evangelische Lehre eingeführt. Nach dem Augsburger Religionsfrieden wurde eine eigene Landeskirche aufgebaut mit eigenem Gesangbuch und Kirchenordnung. Der Status einer Landeskirche blieb Oettingen bis 1806 erhalten.
In der Grafschaft Oettingen-Oettingen wurde in folgenden heute im Dekanat Oettingen liegenden Orten die Reformation eingeführt: 1528 Auhausen, 1539 Dornstadt, um 1540 Heuberg, 1539 Holzkirchen, 1550 Munningen (Oettingen-Oettinger Hälfte), 1540 (bis 1549) und 1598 Schopflohe. In Oettingen wurde 1539 die Reformation einführt. Nach mehrfachem Wechsel wurde 1563 eine katholische Pfarrei errichtet und St. Jakob endgültig evangelisch-lutherisch.

#### Ehingen am Ries
Ehingen am Ries war zwischen Oettingen-Oettingen und Oettingen-Wallerstein bzw. dem Hochstift Eichstätt strittig. Durch ein kaiserliches Urteil vom 6. April 1563 ging die Hälfte von Ehingen am Ries an Oettingen-Oettingen und wurde evangelisch. Die Pfarreien wurden getrennt. Die Kirche ist bis heute eine Simultankirche.

#### Kloster Auhausen
Für das Dorf und das Benediktinerkloster Auhausen hatte das Markgraftum Ansbach die Landeshoheit. Das Kloster wurde in der Reformation aufgelöst. 1532 wurde der letzte Abt Georg Götz erster evangelischer Pfarrer. 1608 wurde in Auhausen die Protestantische Union gebildet. 1791 fiel Auhausen an Preußen, 1797 kam es durch Gebietstausch an Oettingen-Spielberg. Zum Kloster Auhausen gehörte auch Lehmingen. Der ehemalige Mönch des Klosters Auhausen Wolfgang Braun wurde 1533 erste evangelischer Pfarrer in Lehmingen. Für die Gemeinde Steinhart war das Kloster Auhausen Lehnsherr. Vermutlich 1528 kam es hier zur Reformation.

#### Kloster Zimmern

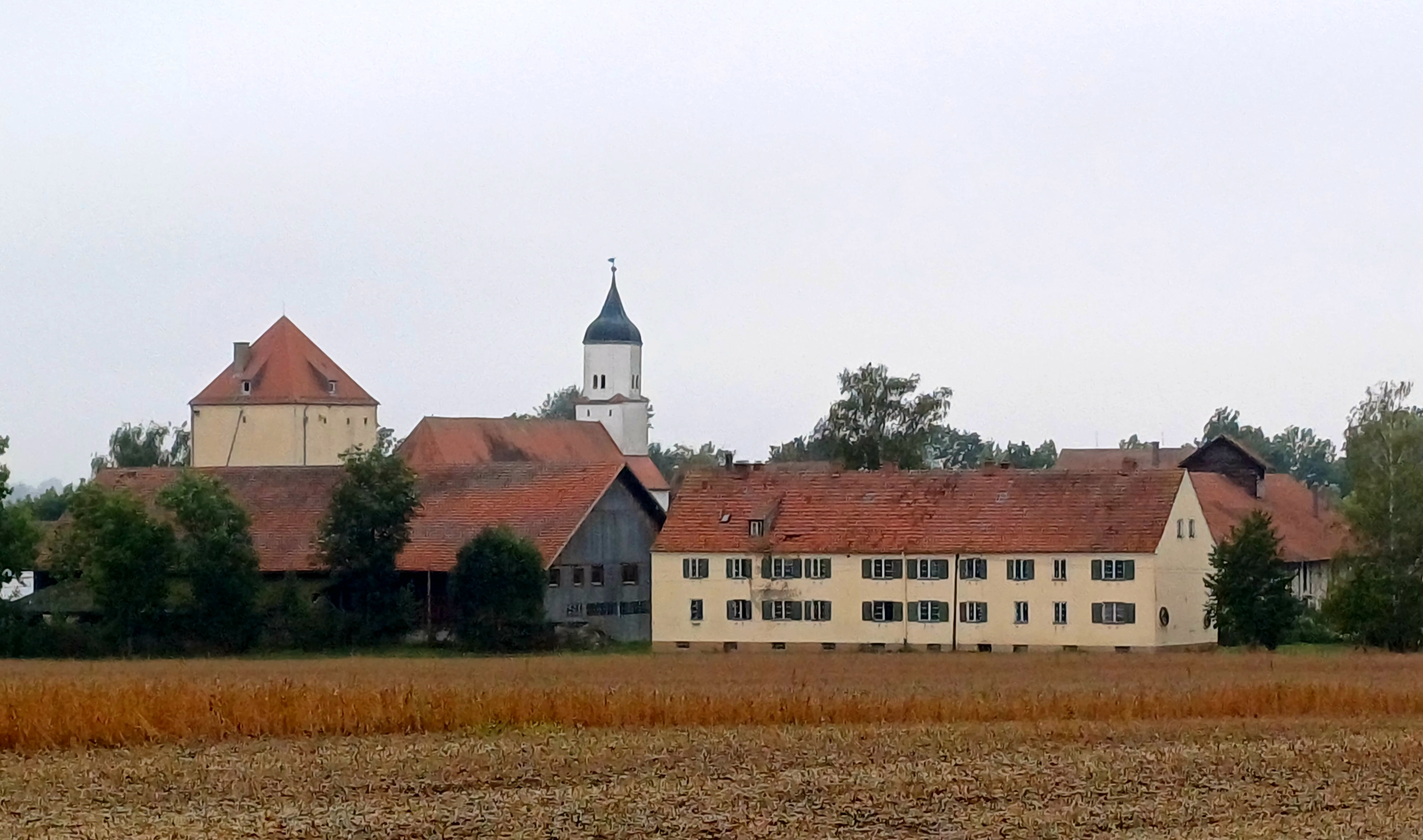
Kloster Zimmern

Zum Kloster Zimmern gehörte auch Dürrenzimmern als Filiale von Pfäfflingen. Mit der Reformation und Auflösung des Klosters 1558 durch die Grafen von Oettingen hielt auch in Dürrenzimmern die Reformation Einzug.

#### Wechingen
Die Obere Pfarrei St. Veit in Wechingen gehörte seit 1324 zum Kloster Heidenheim, das 1537 im Zuge der Reformation durch Markgraf Georg dem Frommen aufgelöst wurde. Ab 1541 wurde die Obere Pfarrei St. Veit evangelisch besetzt. Die Untere Pfarrei St. Moritz gehörte seit 1279 zum Kloster Zimmern. Mit der Auflösung des Klosters Zimmern wurden beide Wechinger Pfarreien Patronatskirchen von Oettingen-Oettingen. Seit 1807 ist die Obere Pfarrei die Filiale der Unteren Pfarrei. St. Leonhard in Schwörsheim war bis 1567 eine Filiale von Hainsfarth, die katholisch blieb. In Schwörsheim wurde 1567 das Simultaneum eingeführt, das bis 1872 bestand. 1955 wurde eine katholische Kirche gebaut und St. Leonhard ging vollständig in den Besitz der evangelischen Kirchengemeinde über.

#### Exulanten
Im Jahr 1732 kamen Salzburger Exulanten in die Grafschaft, ließen sich aber nicht in größerer Zahl nieder.

### Dekanat
1563 wurden in der evangelischen Teilen der Grafschaft Oettingen Superintendenturen als Aufsichtsbehörden eingerichtet. Am 7. Dezember 1810 wurde das bayerische Dekanat Oettingen aus der bisherigen Superintendentur Oettingen errichtet.
Stelleninhaber:
- Friedrich Felsenstein (1930er-40er Jahre)
- Christoph Seyler (bis 2013)
- Armin Diener (seit 2013)

Bei der Dekanatssynode 2024 in Pappenheim wurde von der Regionalbischöfin Elisabeth Hann von Weyhern mitgeteilt, dass sich die Struktur der evangelischen Kirche in Bayern sehr stark ändere. Durch eine Austrittswelle in Bayern habe auch das Dekanat Oettingen mit 5.700 Gläubigen (März 2024) auf lange Sicht keine Möglichkeit mehr, selbstständig zu bleiben. Ein Zusammenschluss des kleinsten bayerischen Dekanats mit einem anderen Dekanat werde die Folge sein müssen.
Mit dem 31. Dezember 2024 endet durch die Neugründung des Dekanates Donau-Ries das Dekanat Oettingen nach mehr als 200 Jahren.

## Kirchengemeinden
Zum Zeitpunkt der Auflösung gehörten zum Dekanatsbezirk Oettingen 13 Kirchengemeinden in sechs Pfarreien.
- Pfarrei Auhausen
  - Kirchengemeinde Auhausen, Klosterkirche
  - Kirchengemeinde Dornstadt, St. Nikolaus
- Pfarrei Dürrenzimmern
  - Kirchengemeinde Dürrenzimmern, St. Gallus
  - Kirchengemeinde Munningen, Friedenskirche
  - Kirchengemeinde Schwörsheim, St. Leonhard
- Pfarrei Ehingen am Ries
  - Kirchengemeinde Ehingen, St. Stefanus
  - Kirchengemeinde Heuberg, St. Bartholomäus
  - Kirchengemeinde Schopflohe, St. Sixtus
- Pfarrei Lehmingen
  - Kirchengemeinde Lehmingen, St. Martin
  - Kirchengemeinde Steinhart, St. Peter und Paul
- Pfarrei Oettingen
  - Kirchengemeinde Oettingen, St. Jakob
- Pfarrei Wechingen
  - Kirchengemeinde Wechingen, Untere Pfarrei St. Moritz (1738), Obere Pfarrei St. Veit (1735)
  - Kirchengemeinde Holzkirchen, St. Peter und Paul